# Танатар Йосип Ісаакович
Йо́сип Ісаа́кович Танатар (Юсиф) (* 29 (17) вересня 1880, Мелітополь, Таврійська губернія — † 13 грудня 1961, Дніпропетровськ, нині Дніпро) — український засновник наукової рудної школи, фундатор кафедри геології і розвідки родовищ корисних копалин Національного гірничого університету, доктор геолого-мінералогічних наук.

## Початок життєвого шляху
Народився в караїмській сім'ї купця 3-ї гільдії, мав ще четверо братів і сестер. Порушивши сімейну купецьку традицію, по закінченні реального училища вирішує поступити в нововідкрите Катеринославське Вище гірниче училище. Був серед перших 77 першокурсників, черезх 4 роки — серед перших 16 випускників з дипломом інженера. Рада училища рекомендувала лишити його на викладацькій роботі, з 1904 року — асистент кафедри мінералогії.
Працюючи на кафедрі, на літні семестри їздив до Німеччини — студент Мюнхенського університету, зокрема, студіював у професора П. Г. Грота. Збирав матеріал для дисертації та одночасно вивчав геологічну структуру родовищ мідної руди Кавказу.
1905 року їздив на стажування до Фрайберзької гірничої академії.
В 1906 році починає вивчати родовища залізних руд Кривого Рогу, з цього питання опублікував приблизно 20 праць.
За завданням професора Мюнхенського університету Вейншенка Ернста 1907 року написав працю про рубіни Бірми, на яку потім посилалися німецькі вчені.

## Наукова робота в Російській імперії
1907 року надруковано його навчальний посібник «Таблиці для визначення мінералів за зовнішніми ознаками з допомогою паяльної трубки і мікроскопу», про який схвально відгукнувся В. І. Вернадський.
1910 року за свою роботу отримав орден святого Станіслава III ступеня. Окрім того, нагороджений орденом святої Ганни III ступеня, медаллю на честь 300-річчя дому Романових та отримав особисте дворянство. Того ж року взяв участь у з'їзді представників караїмських товариств в Євпаторії.
1911 року у Мюнхенському університеті отримав диплом доктора натурфілософії. Вернадський дає йому рекомендацію, коли він для отримання вченого звання магістра мінералогії та геогнозії просив Раду фізико-математичного факультету Московського університету допустити його до магістерських іспитів.
В 1912 році як геолог брав участь в експедиції радіологічної лабораторії Одеського відділення Імператорського Російського технічного товариства в Тифліську губернію — біля Боржомі — під очільництвом професора Е. С. Бурксера, в складі експедиції був і його дядько, професор-хімік С. М. Танатар.
1914 року на всеросійському конкурсі зайняв посаду завідувача кафедри прикладної геології в Катеринославі. Керував кафедрою — з перервою в часі війни — до 1958 року. Більше 30 років одночасно завідував кафедрою в Дніпропетровському національному університеті, мав там же аспірантуру, входив до складу університетської Вченої ради.
1915 року в польовій експедиції у Бахмутському повіті досліджував радіоактивність мідистих пісковиків.
Ввів першим в Російській імперії і Катеринославському гірничому училищі навчальний курс кількісного та якісного аналізу мінералів паяльною трубкою.
Був редактором журналу «Південний інженер», згодом — «Інженерний робітник».

## Наукова робота за нової влади
Дослідив кілька тисяч шліфів кристалічних порід Кривого Рогу та прилеглої території, уточнив мінералогічний склад порід, номенклатуру та генетичні взаємозв'язки, особливо ретельно досліджував залізисті кварцити — джеспіліти і залізисті роговики.
1917 року на основі досліджень приходить до висновку, що криворізькі гірські породи мають зв'язок з вулканічними процесами. В 1918—1921 роках радянське керівництво рахувало його думки мало не «єрессю», представники Геолкому навіть були заборонили пускати дніпровських геологів-студентів на бурову свердловину. Коли Південний рудний трест послав запит до Геолкому щодо прохання Танатара на дозвіл просубсидіювати дослідження, отримав таку відповідь: «Кожна копійка, видана Танатару — злочин перед державою».
В 1918 році запрошений Управлінням з використання Дніпра як консультант з визначення місць для шлюзів ДніпроГЕСу. 1919 року друкує результати цих досліджень — «Записки по геології та корисним копалинам порожистої частини Дніпра».
1922 року при проведенні досліджень біля Тернівського рудника і Жовтої Ріки, в зразках залізистих кварцитів виявив радіоактивні елементи. В подальшому відкриття другого по величині в СРСР джерела урано-радієвої сировини було засекречене. Промислова розробка родовища почалася в 1940-х роках, коли Я. М. Бєлевцев був головним геологом Кривбасу.
У кінці 1924 — на початку 1925 року відбулася в Харкові Перша всеукраїнська конференція з вивчення виробничих сил України, Танатар виступає з доповіддю «Генеза криворізьких залізних руд та кварцитів, що їх містять»; по результаті клопотання конференції Наркомпросом УРСР відряджений в Швецію для проведення дискусії щодо генези криворізьких залізних руд зі шведськими спеціалістами.
1927 року по проблематиці Криворізького залізорудного басейну захистив докторську роботу. Першим почав проводити петрографічне вивчення криворізьких залізних руд та гірських порід. В соїх роботах підтримував стосунки з академіком О. Є. Ферсманом, норвезьким геохіміком В. М. Гольдшмідтом — познайомився 1930 року в часі відрядження до Геттінгену.
У 1928—1937 роках входив до складу президії Дніпропетровського облвиконкому та Облплану, був у складі Дніпропетровської міськради та райради.
В 1932 році опублікований його підручник для студентів «Геохімія як основа вчення про корисні копалини».
1934 року за завданням обласної планової комісії опублікував довідник «Корисні копалини Дніпропетровської області» з доданою картою.
1935 року виданий доповнений та виправлений варіант «Таблиці» — «Визначник мінералів під мікроскопом. Посібник для аспірантів, інженерів та студентів». 1937 року на 17-у Міжнародному конгресі в Москві цей посібник був рекомендований іспнською делегацією для перекладу на іспанську мову.
У роки політичних репресій не потрапив до числа репресованих, але на Колимі сповна відбув брат його дружини О. Я. Мікей. Танатар був серед тих, хто на зборах і мітингах не плямував «ворогів народу», в силу можливого у ті часи намагався виступати на захист своїх колег.
Читав лекції в Гірничому інституті та інших інститутах, проходив разом із студентами практику на шахтах і рудниках, наукові дослідження проводив в різних регіонах.

## Життя за окупації та в подальших роках
Не зміг евакуюватися і жив у окупованому німцями Дніпропетровську, через що згодом пережив тяжкі часи. Цього часу свої зусилля спрямовував на порятунок та полегшення долі знайомих, котрі за нацистської влади потрапили в біду, зумів врятувати з концтабору свого сина Анатолія.
Був офіційним консультантом з геологічних питань на будовах Криворіжжя, Донбасу, Мелітопольсько-Бердянського газоносного району.
1950 року вийшов друком його підручник «Теоретичні основи вчення про рудні родовища».
Листувався з вченими, зокрема, Швеції та Німеччини, бував у наукових відрядженнях за кордоном, реферував вітчизняну літературу по питаннях мінералогії та петрографії у берлінському геологічному часописі, брав участь у міжнародних наукових конгресах.
Як педагог підготував багато кандидатів та докторів наук, з них — академіки АН УРСР Я. М. Бєлевцев, М. П. Семененко, Б. І. Чернишов, академік Ю. О. Полканов, професори С. С. Гембицький, М. Ф. Носовський, міністр геології Китаю, професор Чжу-Сюнь, член-кореспондент Кримської академії наук О. Я. Хмара.
Є засновником дніпровської наукової рудної школи. Загалом вийшло друком 105 його робіт, з них 9 монографій та навчапльних посібників, ще близько 15 не були надруковані. Є одним із авторів Великої радянської енциклопедії.

## Особисте життя та вшанування пам'яті
Знав англійську, німецьку та французьку мови, добре володів татарською. У період «українізації» відвідував курси української мови, отримав відповідне посвідчення, в анкетах зазначав, що володіє українською мовою.
Матеріальні блага не були його першочерговою ціллю; свій будинок збудував на початку 1950-х, до того часу поневірявся із сім'єю у підвалах і комуналках. При цьому знаходив можливості матеріально допомагати студентам.
Ще за життя один з мінералів був названий на його честь — танатарит. «Батько біокібернетики» професор Я. І. Грдина називав його «Криворізьким Галілеєм».
Його син, Анатолій, учасник Другої світової війни, мав нагороди, завідував кафедрою у Будівельному інституті. Дочка — Зоя — кандидат геологічних наук — працювала в Науково-дослідному інституті геології.

Меморіальна дошка Йосипу Танатару в Мелітополі.

2006 року в Дніпропетровську вийшла друком до 125-річя від дня його народження монографія академіка Ганни Швидько «Криворізький Галілей».
У 2016 році на честь Йосипа Танатара у Мелітополі були перейменовані вулиця й перевулок (колишні Московська й Московський. Того ж року 26 жовтня на будівлі колишнього Мелітопольського реального училища, де власне навчався Йосип Танатар, відкрили меморіальну дошку.